# Aphrodite World Tour
Aphrodite World Tour je bila enajsta koncertna turneja avstralske pop pevke Kylie Minogue, organizirana v sklopu promocije njenega enajstega glasbenega albuma, Aphrodite (2010). S turnejo je Kylie Minogue obiskala Evropo, Azijo, Avstralijo, Afriko in Severno Ameriko. Kylie Minogue je dejala, da je turneja tehnično na zelo visokem nivoju, a da je še vseeno zelo intimna. Zaradi narave koncertov je bila turneja poznana pod dvema imenoma; Aphrodite Les Folies (in Europe and Australia) in Aphrodite Live (v Aziji, Severni Ameriki in Afriki). Turneja je z več kot 50 milijoni zasluženih $ zasedla šesto mesto na Pollstarjevem seznamu »50 najboljših turnej (med letom)«. Ob koncu leta 2011 je turneja zasedla enaindvajseto mesto na Billboardovem seznamu »25 najboljših turnej«, saj je samo z 41 koncerti zaslužila več kot 30 milijonov $. Nazadnje je turneja zaslužila nekaj več kot 50 milijonov $ in se tako uvrstila na enaindvajseto mesto seznama »50 najboljših svetovnih turnej« revije Pollstar.

## Ozadje
Med intervjujem junija 2010 so Kylie Minogue vprašali, če bo tudi v sklopu promocije svojega naslednjega albuma tudi organizirala turnejo. Odvrnila je: »Seveda! [...] V mislih že imam koncept, a ničesar vam še ne morem povedati, ker je vse skupaj še zelo na začetku [...] Ampak, dajte no, ime albuma, Aphrodite, vam pove dovolj, imeli se bomo zelo dobro! [...] Rada bi, da bi imelo občinstvo na koncertih občutek, da so na morju ... da jih spremljajo adrenalin in trenutki, prežeti z ljubeznijo. Vzdušje iz pesmi 'All the Lovers', ko pojem 'čuti ljubezen, deli ljubezen' ('feel love, share love'). Želim si, da bi bili moji koncerti taki.«
Med gejevsko parado v Hamburgu, Nemčija, so predvajali oglas za koncerte Kylie Minogue v Hamburgu, Mannheimu, Berlinu, Münchnuu in Oberhausnu. Ko je Kylie Minogue v sklopu promocije albuma nekajkrat nastopila v Nemčiji, je dejala, da bi rada, da bi bila turneja svetovna in da bi rada nastopila tako v Ameriki kot na Ibizi. 6. septembra 2010 je Kylie Minogue preko uradne spletne strani potrdila turnejo. V sporočilu je Kylie Minogue napisala:
Reakcija občinstva na album Aphrodite je bila prav osupljiva in meni in moji ustvarjalni ekipi je dala navdih za stvaritev turneje, ki nas bo popeljala na evforično popotovanje veselja, razburjenja in glamurja. Komaj čakam, da leta 2011 spet odidem na turnejo in vidim vse svoje oboževalce.
Kylie Minogue je dejala tudi, da bo v sklopu turneje nastopila tudi v Združenih državah Amerike. To je bilo tretjič, da je pevka nastopila tam od svojega preboja leta 2002. Svojo prejšnjo turnejo, v sklopu katere je tudi nastopila v Združenih državah Amerike; to turnejo je opisala kot eno od najboljših odločitev v njeni karieri. Kasneje je dejala še: »Zadnjih nekaj let sem se res trudila, da bi obiskala kar največ možnih krajev, tudi tiste, kamor sicer ne bi odšla s turnejo, to pa je bilo tako nagradujoče, izpolnjujoče in navdihujoče. Včasih malo pretiravam, a tokrat si to želim ponoviti in glede tega postati še bolj resna.«
Ob začetku novega leta je Kylie Minogue dejala, da bo turneja njena največja turneja do tedaj. Dejala je, da bo oder zelo ekstravaganten, zgrajen iz raznih premikajočih se delov, sedmih dvigal in skoraj 600 izvirov svetlobe. Vključeval je tudi dodatne vodne učinke podjetja The Fountain People, poznanega po svojem delu za hotele Disneyland Resort. Koncert so posvetili raznim grškim mitom in kulturi, nekaj aktov pa je navdihnil muzikal Spider-Man: Turn Off the Dark. Celotna produkcija naj bi stala več kot 25 milijonov $, Kylie Minogue pa so na odru spremljali razni spremljevalni plesalci in akrobati, pa tudi njena glasbena skupina. Vse skupaj so iz kontinenta na kontinent spravljali v petindvajsetih tovornjakih z osebjem, sestavljenih iz več kot 100 ljudi.
Med promocijo turneje je Kylie Minogue dejala, da je koncerte navdihnil MGM-jev film Ziegfeldove norčije. O filmu je dejala: »Film Ziegfeldove norčije - obsedena sem bila z njim in tistim obdobjem v plesni glasbi in filmu. Zato se moja turneja imenuje 'Aphrodite Les Folies'.« Arene, kjer so koncerte priredili, so vključevale izvršene produkcijske elemente, ki so bili pogosto izpopolnjeni še z raznimi vodnimi efekti. Ko so vse skupaj prestavljali iz Severne Amerike v Azijo, je Kylie Minogue najprej organizirala nekaj manjših koncertov, s katerimi je dobila priložnost prirediti bolj intimne koncerte. Ta del turneje je bil poznan pod imenom Aphrodite Live 2011.
Modna oblikovalca Domenico Dolce in Stefano Gabbana (Dolce & Gabbana) sta v mnogih intervjujih govorila tudi o tem, kako sta oblikovala kostume Kylie Minogue za to turnejo. Dejala sta: »Kylie je bila od nekdaj najina Piccola Principessa [mala princeska], ne samo zaradi najinega sodelovanja z njo, bolj zaradi našega prijateljstva! Sodelovanje s Kylie je bilo od nekdaj zelo spontano in lahko. Zaupa nama, da lahko zanjo izdelava kostume popolnoma samostojno, saj ve, da natančno poznava njen okus. Zdaj že tretjič sodelujeva z njo in za to priložnost bova malce spremenila nekaj ikonskih kosov oblačil znamke Dolce & Gabbana, jih prilagodila raznim temam turneje. Teh koncertov nikakor ne smete zamuditi!«
Januarja 2011 je Kylie Minogue organizirala še dodatnih deset koncertov v Veliki Britaniji; namesto štirikrat je tamkaj nastopila štirinajstkrat. Nato je priredila še nekaj koncertov na Japonskem (to so bili njeni prvi koncerti tamkaj od koncertov, ki jih je v sklopu turneje Rhythm Of Love Tour organizirala pred dvajsetimi leti) in v Združenih državah Amerike. Ob tej priložnosti je dejala: »Vaje so potekale res dobro in turneja se je zaenkrat izkazala za uspešnejšo, kot sem si sploh želela. Vsi vpleteni so svoje delo opravili več kot dobro in ustvarjajo nove in nove reči, ki me vedno znova osupnejo. Moja prijatelja, Dolce & Gabbana, sta zame ustvarila fantastično garderobo. Nad ljubeznijo in nadarjenostjo, ki spremljata to turnejo, sem navdušena, in komaj čakam, da tudi moji oboževalci postanejo del tega.«
Poleg tega so oznanili, da bo Harmonixova igra Dance Central uradni sponzor evropskih koncertov, organiziranih v sklopu turneje. Po podatkih, podanih na tiskovni konferenci, so v igro vključili tudi pesem »Can't Get You Out of My Head«. Poleg tega so med koncerti posneli mnogo fotografij občinstva in fotografije objavili na uradni spletni strani Kylie Minogue na Facebooku.
Prvi koncert v sklopu turneje so priredili v Herningu, Danska v Jyske Bank Boxenu; prodalo se je skoraj vseh 12.000 vstopnic, ki jih je bilo na voljo. Kylie Minogue je na svojem uradnem kanalu na YouTubeu objavila posnetek, v katerem se je vsem, ki so sodelovali pri ustvarjanju turneje, zahvalila za trdo delo in predanost med vajami in hkrati izrazila svoje navdušenje nad prvim koncertom, prirejenim po »skoraj letu dni priprav«. Kasneje so objavili posnetke njenih pogovorov z občinstvom in njene nastope s pesmimi »Aphrodite«, »Slow«, »Can't Get You Out of My Head«, »All the Lovers« in »Better the Devil You Know«. Kylie Minogue je mnoge novice, povezane s turnejo, objavila na svojem uradnem računu na Twitterju; med drugim je tam objavljala tudi, kdo iz občinstva je zmagovalec tekmovanja »najbolje oblečenih«, ki so ga priredili na vsakem koncertu.

## Sprejem kritikov
Turneja je s strani glasbenih kritikov prejela zelo dobre ocene. Ed Power iz revije The Daily Telegraph je koncertu, ki si ga je ogledal, dodelil štiri zvezdice in zraven napisal: »Kylie Minogue s turnejo postavi nova merila za definicijo retro dekleta. Med turnejo združi svojo pristno strast do antične Grčije in Rima.« Poleg tega je napisal še: »Med osupljivimi rekviziti je Kylie dokazala, da ji v pripravi vrhunskega pop spektakla ni para in da je tudi, ko pride do izbire najbolj okusnega kiča za areno, kraljica še vedno ona, ne Lady Gaga.« Elisa Bray iz revije The Independent je koncertu dodelila štiri zvezdice (od petih) in zraven dejala: »Zaradi pristne in prizemljene osebnosti Minogueove je slednja vedno veljala za eno od najbolj všečnih pop div. Od začetka njene slave kot Charlene v avstralski telenoveli Sosedje se je Kylie, čeprav je še vedno nekoliko dekliška, spremenila v pravo žensko, narejeno za nastopanje.« Ian Gittins iz revije The Guardian je napisal, da »se velikosti produkcije ne more zanikati. Od trenutka, ko se Kylie na oder pokončno povzpe v zlati školjčni lupini, ki jo je navdihnilo Botticellijevo Rojstvo Venere, se ve, kakšen je meni tega koncerta.« Pohvalil je tudi njene vokale, jo označil za »čudno zabavno« in nazadnje zaključil: »Škoda, da večini Amerike Minogueova ni nikoli zares prirasla k srcu. Ob tem razkošnem dogodku sem prepričan, da ni nihče tako pripravljen za Las Vegas kot ona.«
Tudi James Reed iz revije The Boston Globe je turnejo pohvalil. Dejal je, da so »bile vse oči uperjene v Minogueovo, 42, in slednja se je v naših očeh uveljavila tako kot ustvarjalka kot pevka.« Tudi Jason Lipshutz iz revije Billboard je koncertu dodelil pozitivno oceno in zraven napisal, da je »Kylie Minogue še vedno podcenjena glasbena sila, a nihče ne bi smel zamuditi njenih preredkih ameriških koncertov.« Santiago Felipe iz revije The Village Voice je napisal, da je bila »v središču le Kylie, ki je bila na trenutke sramežljiva, kdaj drugič šaljivo predrzna, vedno pa glava celotnega koncerta, oblačila je menjavala tako hitro, da ji kar nismo mogli slediti, med nastopi pa se je vseskozi spogledovala z občinstvom [...] Morda v ZDA še ni označena za kultno pop zvezdnico, a med koncertem je vseeno dala največ od sebe.«

## Spremljevalni glasbeniki
- Frida Gold (Nemčija)[25]
- Matinée (Barcelona)[26]
- The Ultra Girls (Dublin/Velika Britanija)[27]
- Verbal &  Mademoiselle Yulia (Chiba)
- Richie LaDue (Boston)[28]
- DJ Randy Bettis (New York City — 2. maj)[29]
- DJ DeMarko! (New York City — 3. maj)
- DJ Tracy Young (New York City — 4. maj)[30]
- DJ Scott Robert (Orlando, Florida)[31]
- DJ Stephan Grondin (Montréal)
- Erik Thoresen (Dallas)[32]
- Kaskade (Los Angeles)[33]
- DJ Morningstar (Las Vegas)[34]
- Gypsy & The Cat (Avstralija)[35]

## Seznam pesmi
1. »The Birth of Aphrodite« (uvod s posnetkom) (vključuje elemente pesmi »The Carnival of the Animals«)
2. »Aphrodite«
3. »The One«
4. »Wow«
5. »Illusion«
6. »I Believe in You«
7. »Cupid Boy«
8. »Spinning Around«
9. »Get Outta My Way«
10. »What Do I Have to Do«
11. »Everything Is Beautiful«
12. »Slow«
13. »Confide in Me«
14. »Can't Get You Out of My Head« (vključuje elemente pesmi »Uprising«)
15. »In My Arms«
16. »Looking for an Angel«
17. »Closer«
18. »There Must Be an Angel (Playing with My Heart)«
19. »Love at First Sight« (vključuje elemente pesmi »Can't Beat the Feeling«)
20. »If You Don't Love Me«
21. »Better the Devil You Know« (vključuje elemente pesmi »Fanfarra (Despedida)«)
22. »Better Than Today«
23. »Put Your Hands Up (If You Feel Love)«

Dodatne pesmi
1. »Million Dollar Mermaid« (uvod s posnetkom)
2. »On a Night Like This« (vključuje elemente pesmi »Heaven«)
3. »All the Lovers«

Vir:
Opombe
- Pred nastopom s pesmijo »Put Your Hands Up (If You Feel Love)« je Kylie Minogue zapela pesmi, za katere je zaprosilo občinstvo. Največkrat so prosili za pesmi: »I Should Be So Lucky«, »Locomotion«, »Hand on Your Heart«, »Breathe«, »Your Disco Needs You«, »In Your Eyes« in »Come into My World«.
- Pesem »Better Than Today« so med koncerti v Veliki Britaniji, na Irskem in v Adelaidei dodali na seznam pesmi.
- Pesem »Closer« niso izvajali na severnoameriških, azijskih in afriških koncertih.[39]
- Na koncertih na Japonskem je Kylie Minogue izvedla še pesmi »In Your Eyes«, »2 Hearts« in »I Should Be So Lucky«[40]
- Pesem »Especially for You« so po dodatnih pesmih izvajali na koncertih v Manili.[41]

## Seznam koncertov
| Evropa           |                   |                         |                                          |
| 19. februar 2011 | Herning           | Danska                  | Jyske Bank Boxen                         |
| 22 February 2011 | Helsinki          | Finska                  | Arena Hartwall                           |
| 23. februar 2011 | Tallinn           | Estonija                | Arena Saku Suurhall                      |
| 25. februar 2011 | Riga              | Latvija                 | Arena Riga                               |
| 26. februar 2011 | Vilna             | Litva                   | Arena Siemens                            |
| 28. februar 2011 | Hamburg           | Nemčija                 | Arena O2                                 |
| 1. marec 2011    | Berlin            | Nemčija                 | Arena O2                                 |
| 2. marec 2011    | Praga             | Češka                   | Arena O2                                 |
| 4. marec 2011    | Leipzig           | Nemčija                 | Arena Leipzig                            |
| 5. marec 2011    | München           | Nemčija                 | Olympiahalle                             |
| 6. marec 2011    | Mannheim          | Nemčija                 | Arena SAP                                |
| 8 March 2011     | Milano            | Italija                 | Mediolanum Forum                         |
| 9. marec 2011    | Zurich            | Švica                   | Hallenstadion                            |
| 11. marec 2011   | Toulouse          | Francija                | Zénith de Toulouse                       |
| 12. marec 2011   | Barcelona         | Španija                 | Palau Sant Jordi                         |
| 14. marec 2011   | Metz              | Francija                | Galaxie Amnéville                        |
| 15. marec 2011   | Pariz             | Francija                | Palais Omnisports de Paris-Bercy         |
| 17. marec 2011   | Amsterdam         | Nizozemska              | Heineken Music Hall                      |
| 18. marec 2011   | Oberhausen        | Nemčija                 | Arena König Pilsener                     |
| 19. marec 2011   | Antwerp           | Belgija                 | Sportpaleis                              |
| 22. marec 2011   | Dublin            | Irska                   | Arena O2                                 |
| 23. marec 2011   | Dublin            | Irska                   | Arena O2                                 |
| 25. marec 2011   | Cardiff           | Wales                   | Arena Motorpoint Cardiff                 |
| 26. marec 2011   | Cardiff           | Wales                   | Arena Motorpoint Cardiff                 |
| 28. marec 2011   | Glasgow           | Škotska                 | Škotski center za razstavo in konference |
| 29. marec 2011   | Glasgow           | Škotska                 | Škotski center za razstavo in konference |
| 30. marec 2011   | Glasgow           | Škotska                 | Škotski center za razstavo in konference |
| 1. april 2011    | Manchester        | Anglija                 | Arena Manchester Evening News            |
| 2. april 2011    | Manchester        | Anglija                 | Arena Manchester Evening News            |
| 4. april 2011    | Manchester        | Anglija                 | Arena Manchester Evening News            |
| 5. april 2011    | Manchester        | Anglija                 | Arena Manchester Evening News            |
| 7. april 2011    | London            | Anglija                 | Arena O2                                 |
| 8. april 2011    | London            | Anglija                 | Arena O2                                 |
| 9. april 2011    | London            | Anglija                 | Arena O2                                 |
| 11. april 2011   | London            | Anglija                 | Arena O2                                 |
| 12. april 2011   | London            | Anglija                 | Arena O2                                 |
| Azija            |                   |                         |                                          |
| 23. april 2011   | Chiba             | Japonska                | Makuhari Event Hall                      |
| 24. april 2011   | Chiba             | Japonska                | Makuhari Event Hall                      |
| 25. april 2011   | Osaka             | Japonska                | Osaka-jō Hall                            |
| Severna Amerika  |                   |                         |                                          |
| 28. april 2011   | Montreal          | Kanada                  | Center Bell                              |
| 29. april 2011   | Boston            | Združene države Amerike | Arena Agganis                            |
| 30. april 2011   | Fairfax           | Združene države Amerike | Center Patriot                           |
| 2. maj 2011      | New York City     | Združene države Amerike | Hammerstein Ballroom                     |
| 3. maj 2011      | New York City     | Združene države Amerike | Hammerstein Ballroom                     |
| 4. maj 2011      | New York City     | Združene države Amerike | Hammerstein Ballroom                     |
| 6. maj 2011      | Atlanta           | Združene države Amerike | Teater Fox                               |
| 7. maj 2011      | Sunrise           | Združene države Amerike | Center BankAtlantic                      |
| 8. maj 2011      | Orlando           | Združene države Amerike | Hard Rock Live                           |
| 10. maj 2011     | Houston           | Združene države Amerike | Verizonov teater Wireless Theater        |
| 12. maj 2011     | Mexico City       | Mehika                  | Palacio de los Deportes                  |
| 14. maj 2011     | Guadalajara       | Mehika                  | Avditorij Telmex                         |
| 16. maj 2011     | Monterrey         | Mehika                  | Arena Monterrey                          |
| 18. maj 2011     | Grand Prairie     | Združene države Amerike | Verizonov teater v Grand Prairieu        |
| 20. maj 2011     | Los Angeles       | Združene države Amerike | Hollywood Bowl                           |
| 21. maj 2011     | San Francisco     | Združene države Amerike | Državni avditorij Billa Grahama          |
| 22. maj 2011     | Las Vegas, Nevada | Združene države Amerike | The Colosseum at Caesars Palace          |
| Avstralija       |                   |                         |                                          |
| 3. junij 2011    | Brisbane          | Avstralija              | Zabaviščni center Brisbane               |
| 4. junij 2011    | Brisbane          | Avstralija              | Zabaviščni center Brisbane               |
| 7. junij 2011    | Sydney            | Avstralija              | Zabaviščni center Sydney                 |
| 8. junij 2011    | Sydney            | Avstralija              | Zabaviščni center Sydney                 |
| 11. junij 2011   | Sydney            | Avstralija              | Zabaviščni center Sydney                 |
| 14. junij 2011   | Melbourne         | Avstralija              | Arena Rod Laver                          |
| 15. junij 2011   | Melbourne         | Avstralija              | Arena Rod Laver                          |
| 16. junij 2011   | Melbourne         | Avstralija              | Arena Rod Laver                          |
| 18. junij 2011   | Adelaide          | Avstralija              | Zabaviščni center Adelaide               |
| 22. junij 2011   | Perth             | Avstralija              | Burswood Dome                            |
| Azija            |                   |                         |                                          |
| 25. junij 2011   | Bangkok           | Tajska                  | Arena Impact                             |
| 27. junij 2011   | Bogor             | Indonezija              | Avditorij SICC                           |
| 29. junij 2011   | Singapur          | Singapur                | Notranji stadion Singapur                |
| 1. julij 2011    | Wan Chai          | Hong Kong               | HKCEC Hall 5BC                           |
| 3. julij 2011    | Taipei            | Tajska                  | TWTC Nangang Exhibition Hall             |
| 5. julij 2011    | Quezon City       | Filipini                | Kolosej Araneta                          |
| Afrika           |                   |                         |                                          |
| 8. julij 2011    | Johannesburg      | Južna Afrika            | Sun City Super Bowl                      |
| 9. julij 2011    | Johannesburg      | Južna Afrika            | Sun City Super Bowl                      |
| 10. julij 2011   | Johannesburg      | Južna Afrika            | Sun City Super Bowl                      |
| 13. julij 2011   | Cape Town         | Južna Afrika            | Grand Arena at Grand West Casino         |
| 14. julij 2011   | Cape Town         | Južna Afrika            | Grand Arena at Grand West Casino         |

Odpovedani oziroma prestavljeni koncerti
| Datum          | Mesto (ali država) | Prizorišče                 | Razlog/Dodatne informacije                                           |
| -------------- | ------------------ | -------------------------- | -------------------------------------------------------------------- |
| 14. marec 2011 | Nantes, Francija   | Zénith de Nantes Métropole | Ta koncert so prestavili v Galaxie Amnéville v Metzu, Francija       |
| 17. marec 2011 | Arnhem, Nizozemska | GelreDome XS               | Koncert so prestavili v Heineken Music Hall in Amsterdam, Nizozemska |

## Prodaja
| Prizorišče                               | Mesto         | Prodane vstopnice / Vstopnice na voljo | Dobiček      |
| ---------------------------------------- | ------------- | -------------------------------------- | ------------ |
| O2 World Hamburg                         | Hamburg       | 6.786 / 10.249 (66%)                   | 448.384 $    |
| O2 World                                 | Berlin        | 7.771 / 12.204 (63%)                   | 571.139 $    |
| Sportpaleis                              | Antwerp       | 12.153 / 14.511 (84%)                  | 756.761 $    |
| Arena Motorpoint Cardiff                 | Cardiff       | 8.420 / 8.800 (96%)                    | 771.549 $    |
| Škotski center za razstave in konference | Glasgow       | 18.500 / 20.250 (92%)                  | 1.882.260 $  |
| Arena Manchester Evening News            | Manchester    | 44.578 / 45.000 (99%)                  | 4.449.280 $  |
| Arena O2                                 | London        | 70.100 / 70.500 (99%)                  | 6.754.860 $  |
| Center Bell                              | Montreal      | 4.891 / 6.114 (80%)                    | 456.262 $    |
| Arena Agganis                            | Boston        | 2.694 / 3.749 (72%)                    | 253.987 $    |
| Center Patriot                           | Fairfax       | 3.246 / 4.821 (67%)                    | 307.722 $    |
| Hammerstein Ballroom                     | New York City | 7.451 / 9.120 (82%)                    | 721.161 $    |
| Teater Fox                               | Atlanta       | 2.838 / 4.515 (63%)                    | 248.686 $    |
| BankAtlantic Center                      | Sunrise       | 4.000 / 4.441 (90%)                    | 253.756 $    |
| Hard Rock Live                           | Orlando       | 2.011 / 2.723 (97%)                    | 155.555 $    |
| Verizonov teater                         | Houston       | 1.831 / 3.202 (57%)                    | 156.915 $    |
| Verizonov teater v Grand Prairieu        | Grand Prairie | 2.239 / 2.989 (75%)                    | 218.105 $    |
| Hollywood Bowl                           | Los Angeles   | 9.052 / 9.986 (91%)                    | 809.146 $    |
| Državni avditorij Billa Grahama          | San Francisco | 5.670 / 6.074 (93%)                    | 482.455 $    |
| The Colosseum at Caesars Palace          | Las Vegas     | 4.062 / 4.062 (100%)                   | 445.612 $    |
| Zabaviščni center Brisbane               | Brisbane      | 15.540 / 22.686 (68%)                  | 2.442.780 $  |
| Zabaviščni center Sydney                 | Sydney        | 26.689 / 30.000 (89%)                  | 3.730.000 $  |
| Arena Rod Laver                          | Melbourne     | 25.598 / 27.600 (93%)                  | 3.510.740 $  |
| Zabaviščni center Adelaide               | Adelaide      | 8.537 / 8.537 (100%)                   | 1.124.185 $  |
| Burswood Dome                            | Perth         | 12.626 / 15.000 (84%)                  | 1.608.139 $  |
| SKUPAJ                                   | SKUPAJ        | 307.144 / 347.133 (88%)                | 32.559.439 $ |

## Film
Aphrodite Les Folies: Live In London je koncertni film s posnetki s turneje. Nastop vključuje posnetke z dveh nastopov Kylie Minogue v živo v areni O2 v Londonu, posnete v 3D tehniki. 19. junija 2011 je koncert izšel v kinematografih v Veliki Britaniji in na Irskem ter na kanalu Sky 3D. Avgusta 2011 so film pokazali še v Avstraliji, Novi Zelandiji, Mehiki, Braziliji in na Poljskem, septembra tistega leta pa še na Hrvaškem, Čilu, v Kolumbiji, Kostariki, Salvadorju, na Nizozemskem, v Bolgariji, Peruju, Srbiji, Južni Afriki in Indoneziji. Mesec dni kasneje so ga prikazali še v Belgiji in Argentini, v Združenih državah Amerike pa so ga decembra 2011 predvajali na kanalu Palladia. 28. novembra 2011 so izdali še CD, DVD in Blu-ray s filmom. Film je izšel na treh formatih. Najprej na DVD-ju z dodatnima dvema diskoma z avdio posnetki s koncertov. Nato so izdali DVD, dodatna dva diska in brošuro s turneje, nazadnje pa še Blu-ray z 2D in 3D verzijo posnetkov. Vsi posnetki pa so bili vključeni v dokumentarni film o nastajanju turneje, naslovljen Just Add Water.

### Sprejem kritikov
Kritiki so filmu zaenkrat dodelili pozitivne ocene. Revija Contact Music  je koncertu dodelila pozitivno oceno, britanska revija The Independent pa ga je ocenila s 4/5.

### Seznam pesmi
| Aphrodite Les Folies: Live In London - DVD | Aphrodite Les Folies: Live In London - DVD       | Aphrodite Les Folies: Live In London - DVD |
| Št.                                        | Naslov                                           | Dolžina                                    |
| ------------------------------------------ | ------------------------------------------------ | ------------------------------------------ |
| 1.                                         | „The Birth of Aphrodite‟ (Intro)                 | 2:38                                       |
| 2.                                         | „Aphrodite‟                                      | 4:39                                       |
| 3.                                         | „The One‟                                        | 3:56                                       |
| 4.                                         | „Wow‟                                            | 4:01                                       |
| 5.                                         | „Illusion‟                                       | 6:49                                       |
| 6.                                         | „I Believe in You‟                               | 3:15                                       |
| 7.                                         | „Cupid Boy‟                                      | 5:35                                       |
| 8.                                         | „Spinning Around‟                                | 3:40                                       |
| 9.                                         | „Get Outta My Way‟                               | 3:38                                       |
| 10.                                        | „What Do I Have to Do‟                           | 5:14                                       |
| 11.                                        | „Everything Is Beautiful‟                        | 4:54                                       |
| 12.                                        | „Slow‟                                           | 6:01                                       |
| 13.                                        | „Confide in Me‟ (Intro)                          | 2:38                                       |
| 14.                                        | „Confide in Me‟                                  | 3:35                                       |
| 15.                                        | „Can't Get You Out of My Head‟                   | 4:41                                       |
| 16.                                        | „In My Arms‟                                     | 3:43                                       |
| 17.                                        | „Looking for an Angel‟                           | 5:09                                       |
| 18.                                        | „Closer‟                                         | 3:24                                       |
| 19.                                        | „There Must Be an Angel (Playing with My Heart)‟ | 4:37                                       |
| 20.                                        | „Love at First Sight«/»Can't Beat the Feeling‟   | 4:14                                       |
| 21.                                        | „If You Don't Love Me‟                           | 3:17                                       |
| 22.                                        | „Better the Devil You Know‟                      | 7:18                                       |
| 23.                                        | „Better Than Today‟                              | 3:20                                       |
| 24.                                        | „Put Your Hands Up (If You Feel Love)‟           | 4:03                                       |
| 25.                                        | „Million Dollar Mermaid‟ (uvod)                  | 1:52                                       |
| 26.                                        | „On a Night Like This‟                           | 4:14                                       |
| 27.                                        | „All the Lovers‟                                 | 5:30                                       |
| Skupna dolžina:                            | Skupna dolžina:                                  | 01:55:51                                   |

| Aphrodite Les Folies: Live In London - CD 1 | Aphrodite Les Folies: Live In London - CD 1 | Aphrodite Les Folies: Live In London - CD 1 |
| Št.                                         | Naslov                                      | Dolžina                                     |
| ------------------------------------------- | ------------------------------------------- | ------------------------------------------- |
| 1.                                          | „The Birth of Aphrodite‟ (Intro)            | 2:38                                        |
| 2.                                          | „Aphrodite‟                                 | 4:39                                        |
| 3.                                          | „The One‟                                   | 3:56                                        |
| 4.                                          | „Wow‟                                       | 4:01                                        |
| 5.                                          | „Illusion‟                                  | 6:49                                        |
| 6.                                          | „I Believe in You‟                          | 3:15                                        |
| 7.                                          | „Cupid Boy‟                                 | 5:35                                        |
| 8.                                          | „Spinning Around‟                           | 3:40                                        |
| 9.                                          | „Get Outta My Way‟                          | 3:38                                        |
| 10.                                         | „What Do I Have to Do‟                      | 5:14                                        |
| 11.                                         | „Everything Is Beautiful‟                   | 4:54                                        |
| 12.                                         | „Slow‟                                      | 6:01                                        |
| 13.                                         | „Confide in Me‟ (Intro)                     | 2:38                                        |
| 14.                                         | „Confide in Me‟                             | 3:35                                        |
| 15.                                         | „Can't Get You Out of My Head‟              | 4:41                                        |
| 16.                                         | „In My Arms‟                                | 3:43                                        |
| Skupna dolžina:                             | Skupna dolžina:                             | 68:54                                       |

| Aphrodite Les Folies: Live In London - CD 2 | Aphrodite Les Folies: Live In London - CD 2      | Aphrodite Les Folies: Live In London - CD 2 |
| Št.                                         | Naslov                                           | Dolžina                                     |
| ------------------------------------------- | ------------------------------------------------ | ------------------------------------------- |
| 1.                                          | „Looking for an Angel‟                           | 5:09                                        |
| 2.                                          | „Closer‟                                         | 3:24                                        |
| 3.                                          | „There Must Be an Angel (Playing with My Heart)‟ | 4:37                                        |
| 4.                                          | „Love at First Sight«/»Can't Beat the Feeling‟   | 4:14                                        |
| 5.                                          | „If You Don't Love Me‟                           | 3:17                                        |
| 6.                                          | „Better the Devil You Know‟                      | 7:18                                        |
| 7.                                          | „Better Than Today‟                              | 3:20                                        |
| 8.                                          | „Put Your Hands Up (If You Feel Love)‟           | 4:03                                        |
| 9.                                          | „Million Dollar Mermaid‟ (uvod)                  | 1:52                                        |
| 10.                                         | „On a Night Like This‟                           | 4:14                                        |
| 11.                                         | „All the Lovers‟                                 | 5:30                                        |
| Skupna dolžina:                             | Skupna dolžina:                                  | 46:55                                       |

### Dosežki
| Lestvica (2011)                                                         | Dosežek |
| ----------------------------------------------------------------------- | ------- |
| Avstralija (ARIA)                                                       | 3       |
| Belgija (Flandrija; Ultratop 50)                                        | 8       |
| Belgija (Valonija; Ultratop 40)                                         | 8       |
| Češka (International Federation of the Phonographic Industry)           | 7       |
| Nizozemska (MegaCharts)                                                 | 16      |
| Francija (Syndicat National de l'Édition Phonographique)                | 25      |
| Švedščina (Sverigetopplistan)                                           | 19      |
| Lestvica (2011)                                                         | Dosežek |
| Francija (Syndicat National de l'Édition Phonographique)                | 94      |
| Nemčija (Media Control Charts)                                          | 48      |
| Mehika (Asociación Mexicana de Productores de Fonogramas y Videogramas) | 46      |
| Španija (Productores de Música de España)                               | 46      |
| Združeno kraljestvo (UK Albums Chart)                                   | 72      |